# Casa Serinyana des Poal
Casa Serinyana des Poal és una casa del municipi de Cadaqués (Alt Empordà) inclosa en l'Inventari del Patrimoni Arquitectònic de Catalunya.

## Descripció
Situada al costat nord de la Platja des Poal, situada a l'est de la badia de Cadaqués, a l'est del nucli antic de la població.
Casa entre mitgeres que consta de tres plantes i àtic. La coberta és plana pavimentada. L'estructura s'adapta perfectament a la superfície triangular de la parcel·la. Es compon de dos volums adossats: un de planta baixa i tres nivells; i un segon, només amb planta baixa, coronat amb una barana de forja decorada, alhora protecció del terrat que se situa al damunt. En el primer cos, la planta baixa presenta tres accessos, dos d'ells culminats amb arcs de mig punt i un situat en el volum més baix. Domina la façana marítima una tribuna de forma esglaonada i perímetre irregular, que se situa centralment en les plantes primera i segona i que està coronada per tres baranes de forja a diferent alçada. En el segon pis, els laterals de la tribuna es converteixen en balcons i, igual succeeix en la part superior del cos central, que dona lloc a un balcó del tercer pis. A l'extrem oriental, l'edifici s'allarga amb un cos d'una sola planta amb funcions de magatzem, i crea una terrassa. Presenta una façana amb estucat en fred i un sòcol amb aplacat de pissarra. Les obertures i pinacles que coronen la façana presenten també decoracions ceràmiques amb el taronja de la tribuna i el verd. Aquests pinacles varen ser parcialment destruïts en el moment de construir l'àtic. La resta de les obertures són allargades i presenten emmarcaments i decoracions ceràmiques en les cantonades superiors. El darrer nivell mostra un acabat arrebossat i obertures més grans i quadrades. En la façana lateral s'aprecia un esglaonament de la barana del terrat situat a sobre. La façana posterior al carrer des Poal segueix la mateixa línia compositiva que la principal, amb obertures i acabats coincidents.

## Història
Obra de l'arquitecte Salvador Sallés Baró, construïda entre els anys 1910-1915 per a la família Serinyana.
A la planta baixa d'aquesta casa hi hagué la darrera duana de Cadaqués, segons informacions per part de persones d'edat avançada de la vila. La duana de Cadaqués fou establerta en temps de Felip V i desaparegué a la dècada dels anys 1920-30, "essent l'últim duaner, en Lluís Canals, fill de Sant Feliu de Guíxols". (G. Rahola i J.Rahola, op. Cit).
Del llinatge dels Serinyana, un dels més importants de gent de mar i mercaders de Cadaqués, n'eixiren diferents branques. La principal sembla que és la que bastí l'altra casa Serinyana pròxima a la descrita i projectada del mateix arquitecte (es troba, precisament, a l'altre extrem de la Riba des Poal, a tocar es Podritxó).
Del s.XVI al s.XIX hi ha notícies dels viatges i contactes comercials dels armadors, gilots i negociants de cognom Serinyana per tota la Mediterrània. El 1545 consta que Pere Serinyana tingué agències o representacions dirigides per familiars. El 1529 Pere Serinyana era collidor de drets de la Generalitat; el 1641 Maria Serinyana era lectora de la lluita del peix. El 1697 Antoni Serinyana obtingué el títol de ciutadà honrat de Barcelona. Aquestes activitats continuaren i s'augmentaren amb el temps. En una relació de patrons de naus mercants cadaquesenques feta l'any 1821 n'hi apareixen cinc de primer cognom Seriñana i dos més que el tenen de segon cognom. Per aquest document ens adonem que aquesta família havia entroncat amb altres llinatges de gent de mar de Cadaqués com els Cabrisas, Riberas i Palau, abonant la dita "nós com els de Cadaqués" de la qual ja es feia ressò el viatger Francisco de Zamora l'any 1790.